# Necroscia ceres
Necroscia ceres är en insektsart som beskrevs av Carl Stål 1877. Necroscia ceres ingår i släktet Necroscia och familjen Diapheromeridae. Inga underarter finns listade i Catalogue of Life.